# Liste der Mitglieder der FIBA-Finance-Commission
Diese Liste ist eine Aufstellung der FIBA-Finance-Commission-Mitglieder. 

## 2023 bis 2027
| Funktion                | Name                               | Foto | Land                             | Kontinentalverband | Belege |
| ----------------------- | ---------------------------------- | ---- | -------------------------------- | ------------------ | ------ |
| Vorsitzender            | Ingo Weiß                          |      | Deutschland                      | Europa             |        |
| stellv. Vorsitzender    | Erick Thohir                       |      | Indonesien                       | Asien              |        |
| Mitglied von Amts wegen | Burton Shipley                     |      | Neuseeland                       | Ozeanien           |        |
| Mitglied von Amts wegen | Usie Raymond Richard               |      | Virgin Islands / Jungferninseln  | Amerika            |        |
| Mitglied von Amts wegen | Abdul Latif al Fardan Aluaimi      |      | Vereinigte Arabische Emirate     | Asien              | [ 1 ]  |
| Mitglied von Amts wegen | Adel Eskandar Tooma                |      | Ägypten                          | Afrika             |        |
| Mitglied von Amts wegen | Grzegorz Bachanski                 |      | Polen                            | Europa             |        |
| Mitglied                | Ahmadu-Kida Musa                   |      | Nigeria                          | Afrika             |        |
| Mitglied                | Sabrina Marie Mitchell             |      | Saint Vincent und die Grenadinen | Amerika            |        |
| Mitglied                | Gabriela Margarita Mena Suncín     |      | ? El Salvador                    | Amerika            |        |
| Mitglied                | Stefan Garaleas                    |      | Belgien                          | Europa             |        |
| Mitglied                | Carlos Roberto da Costa Fontenelle |      | Brasilien                        | Amerika            |        |
| Mitglied                | Mable Ching Man Wai                |      | Hongkong                         | Asien              |        |
| Mitglied                | Frank Berteling                    |      | Niederlande                      | Europa             |        |

## 2019 bis 2023
| Funktion             | Name                               | Foto | Land                             | Kontinentalverband | Belege |
| -------------------- | ---------------------------------- | ---- | -------------------------------- | ------------------ | ------ |
| Vorsitzender         | Ingo Weiß                          |      | Deutschland                      | Europa             | [ 2 ]  |
| stellv. Vorsitzender | Erick Thohir                       |      | Indonesien                       | Asien              | [ 2 ]  |
| Mitglied             | Grzegorz Bachanski                 |      | Polen                            | Europa             | [ 2 ]  |
| Mitglied             | Carlos Roberto da Costa Fontenelle |      | Brasilien                        | Amerika            | [ 2 ]  |
| Mitglied             | Stefan Garaleas                    |      | Belgien                          | Europa             | [ 2 ]  |
| Mitglied             | Ahmadu-Kida Musa                   |      | Nigeria                          | Afrika             | [ 2 ]  |
| Mitglied             | Sabrina Marie Mitchell             |      | Saint Vincent und die Grenadinen | Amerika            | [ 2 ]  |
| Mitglied             | Adel Eskandar Tooma                |      | Ägypten                          | Afrika             | [ 2 ]  |
| Mitglied             | Usie Raymond Richard               |      | Virgin Islands / Jungferninseln  | Amerika            | [ 2 ]  |
| Mitglied             | Abhijith Sarker                    |      | Bangladesh                       | Asien              | [ 2 ]  |
| Mitglied             | Marion Grethen Wanderscheid        |      | Luxemburg                        | Europa             | [ 2 ]  |
| Mitglied             | Karl Thaller                       |      | Österreich                       | Europa             | [ 2 ]  |
| Mitglied             | Gregory Edward Williamson          |      | Neuseeland                       | Ozeanien           | [ 2 ]  |

## 2014 bis 2019
| Funktion             | Name                        | Foto | Land        | Kontinentalverband | Belege |
| -------------------- | --------------------------- | ---- | ----------- | ------------------ | ------ |
| Vorsitzender         | Ingo Weiß                   |      | Deutschland | Europa             | [ 3 ]  |
| stellv. Vorsitzender | Richard L. Carrion          |      | Puerto Rico | Amerika            | [ 3 ]  |
| Mitglied             | Erick Thohir                |      | Indonesien  | Asien              | [ 3 ]  |
| Mitglied             | Frank Berteling             |      | Niederlande | Europa             | [ 3 ]  |
| Mitglied             | Stefan Garaleas             |      | Belgien     | Europa             | [ 3 ]  |
| Mitglied             | Marion Grethen Wanderscheid |      | Luxemburg   | Europa             | [ 3 ]  |
| Mitglied             | Oguz Tolga Egemen           |      | Türkei      | Europa             | [ 3 ]  |
| Mitglied             | John Gallaher               |      | Neuseeland  | Ozeanien           | [ 3 ]  |
| Mitglied             | Luis Gimenez Martinez       |      | Spanien     | Europa             | [ 3 ]  |
| Mitglied             | Ojars Kehris                |      | Lettland    | Europa             | [ 3 ]  |
| Mitglied             | Hamane Niang                |      | Mali        | Afrika             | [ 3 ]  |